# Coleção pré-colombiana do Museu Nacional
A Coleção pré-colombiana do Museu Nacional é uma das coleções em exposição no Museu Nacional, situado na cidade do Rio de Janeiro (Brasil), formado por cerca de 1 800 peças de seis sociedades ameríndias da época pré-colombiana (Chancay, Chimu, Lambayeque, Moche, Inca). Acervo com origens, principalmente, com peças da coleção de Pedro II e, da coleção de Carolina Murat (irmã de Napoleão Bonaparte),, posteriormente ampliado através de compras, doações, permutas e atividades de campo. Sendo formado por peças como instrumentos musicais, adornos, materiais ritualísticas, produção metalúrgica, têxtil e ceramista, além de múmias andinas.

## Destaque
Destacam-se na coleção: o manto Chancay com 3 metros de comprimento; o módulo sobre mumificações composto pelas múmias de uma mulher e duas crianças indígenas brasileiras, do estado de Minas Gerais; a múmia Aymara do lago Titicaca, região andina entre Peru e Bolívia; a cabeça reduzida Jívaro; múmia Chiu-Chiu do deserto Atacama, no norte do Peru.

## As sociedades

### Moche
No início da era cristã, nos vales dos rios Moche e Chicama, na costa norte do Peru, se desenvolveu a sociedade Moche, conhecidos por serem construtores de complexos cerimoniais, com pirâmides e templos ao longo do litoral. Também produziam uma cerâmica com qualidade técnica e artística, feita em moldes para atender à grande demanda.

### Chimu
A partir do século X, também no vale do rio Moche se desenvolveu a sociedade Chimu, com o fim da hegemonia Huari, no litoral norte peruano ao lado oriental da cordilheira dos Andes, até serem dominados pelos incas. Especialistas na produção com metais nobres com uma cerâmica, característica de cor escura, através da queima redutora, que combina elementos estilísticos das culturas Moche e Huari.

### Inca
Entre 1.430 e 1.532 d.C, a sociedade inca dominaram quase toda a região andina. estendendo-se por mais de um milhão de quilômetros quadrados, com diferentes etnias. Devido isso, sua arte e cultura foram constituídas de vários estilos, como por exemplo: o estilo cerâmico incaico denominado “cusquenho”, caracterizado pela presença de motivos geométricos sobre um fundo vermelho. Na metalurgia, destacam-se as miniaturas de pessoas e lhamas, à base de ligas metálicas, encontradas acompanhando as múmias durante funerais.

### Changay
No período intermediário tardio, a sociedade Chancay se desenvolveu nos vales dos rios Chancay e Chillon, do sul até o rio Rimac. Sua cerâmica caracteriza-se pela porosidade, superfície áspera e engobo de cor clara com pinturas em marrom. Também foram especialistas nas técnicas sofisticadas de tecelagem.

### Lambayeque
Em 800 d.C, a sociedade Lambayeque se desenvolveu, período do colapso da sociedade Mochica e o início da hegemonia Huari. Especialistas na arte da metalurgia, com sofisticadas técnicas de ourivesaria. Com cerâmica semelhante à sociedade Chimu, mas particulariza-se através da presença de apêndices com a representação do “Senhor de Lambayeque”.

## Galeria

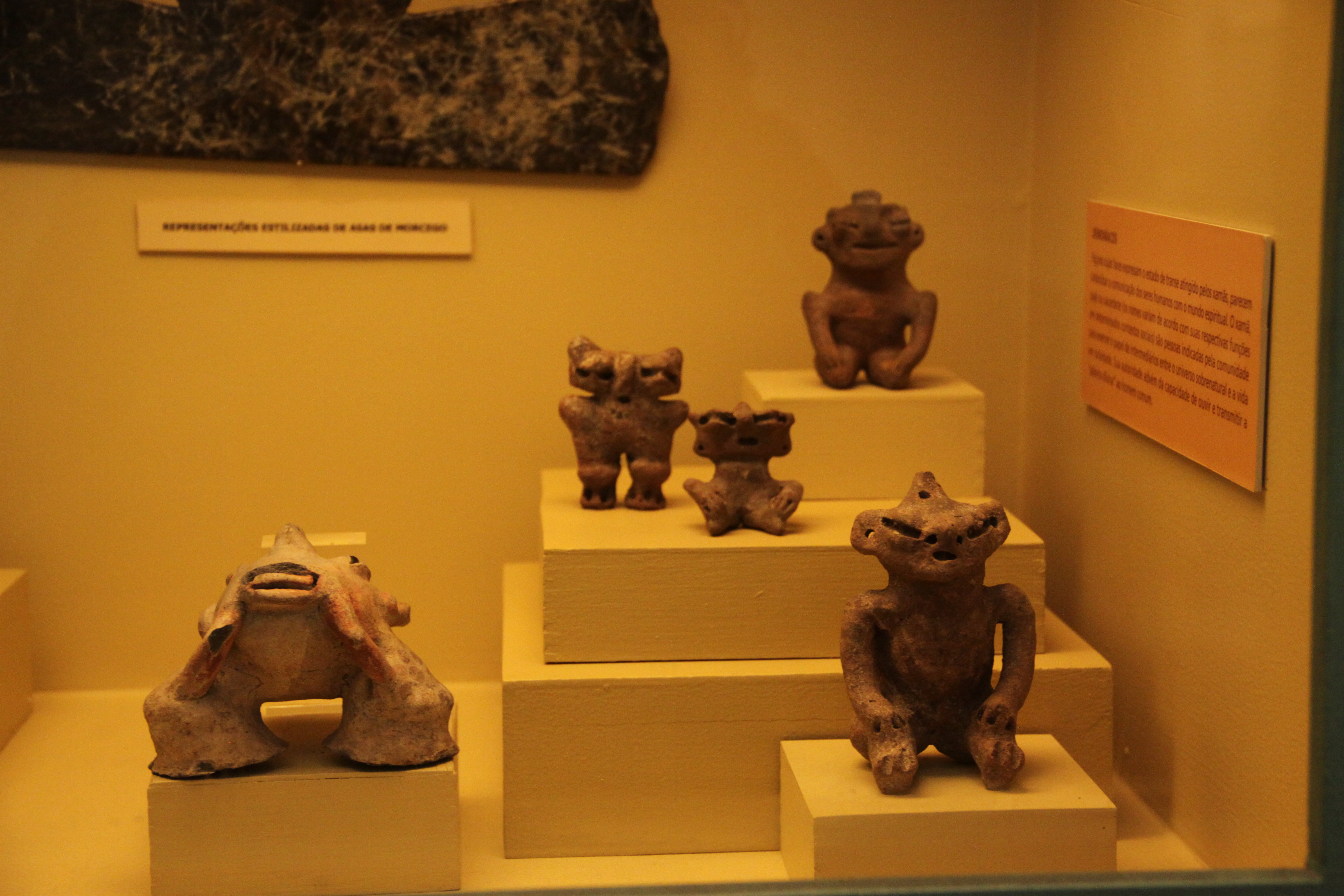
1.
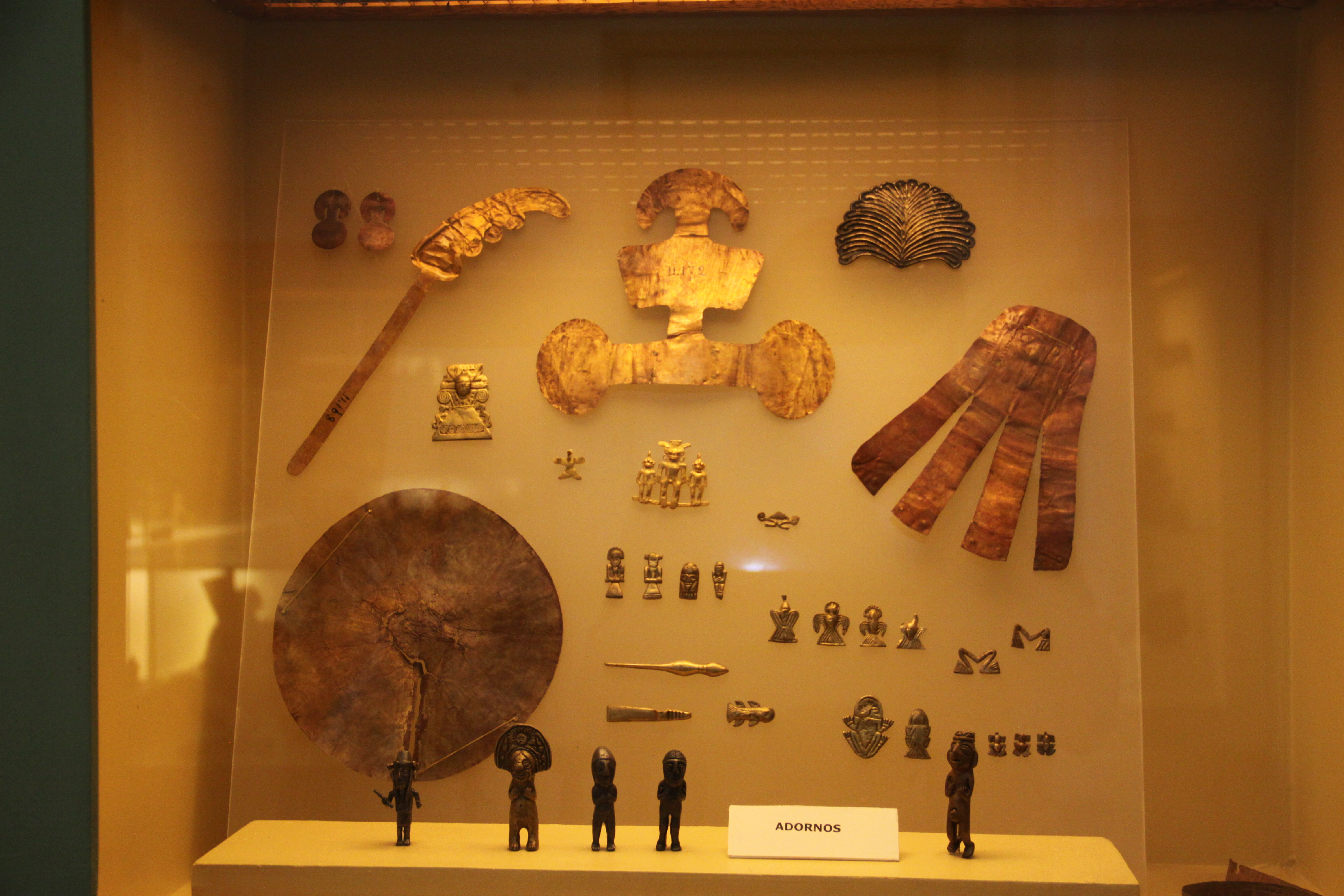
2.
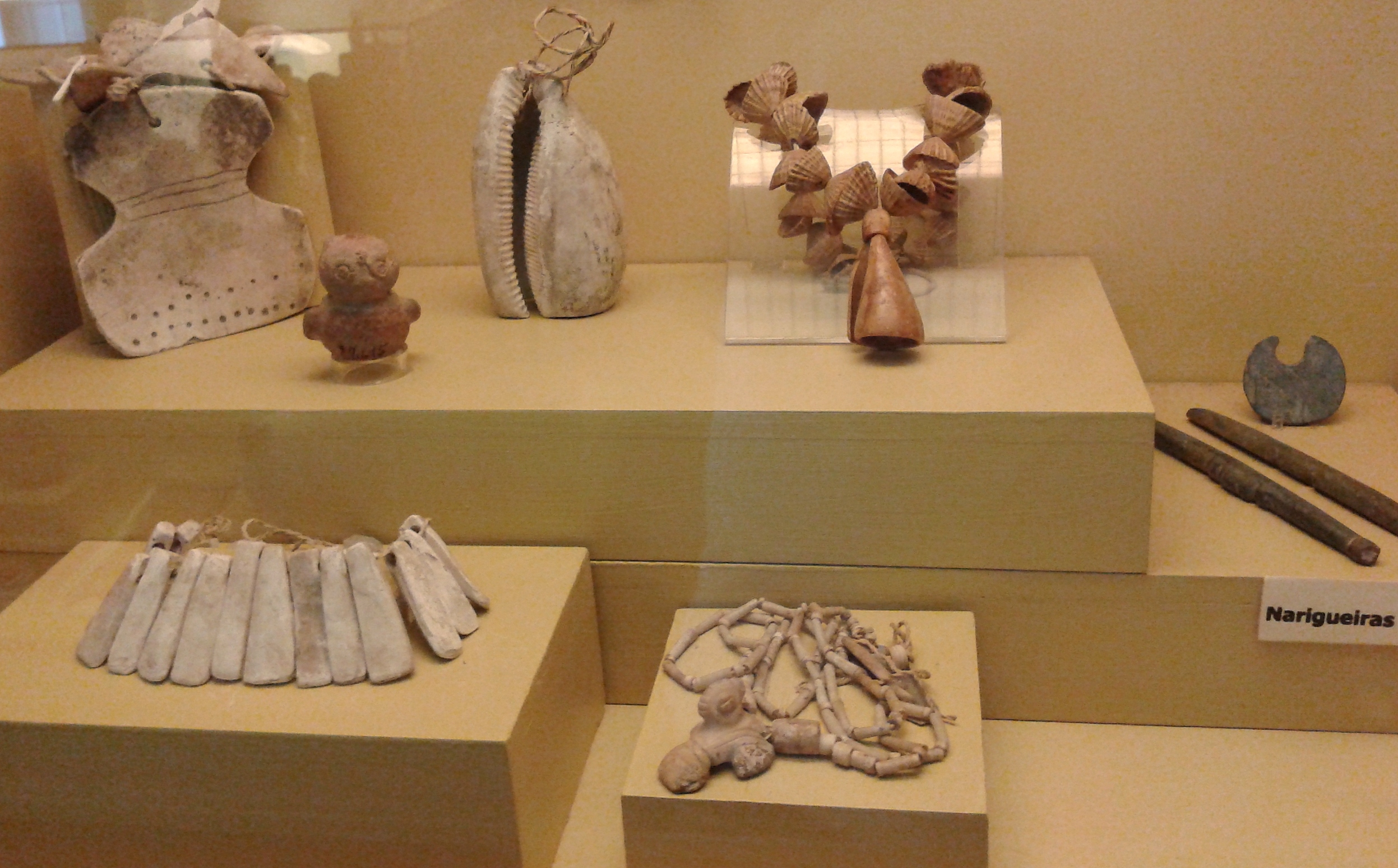
3.
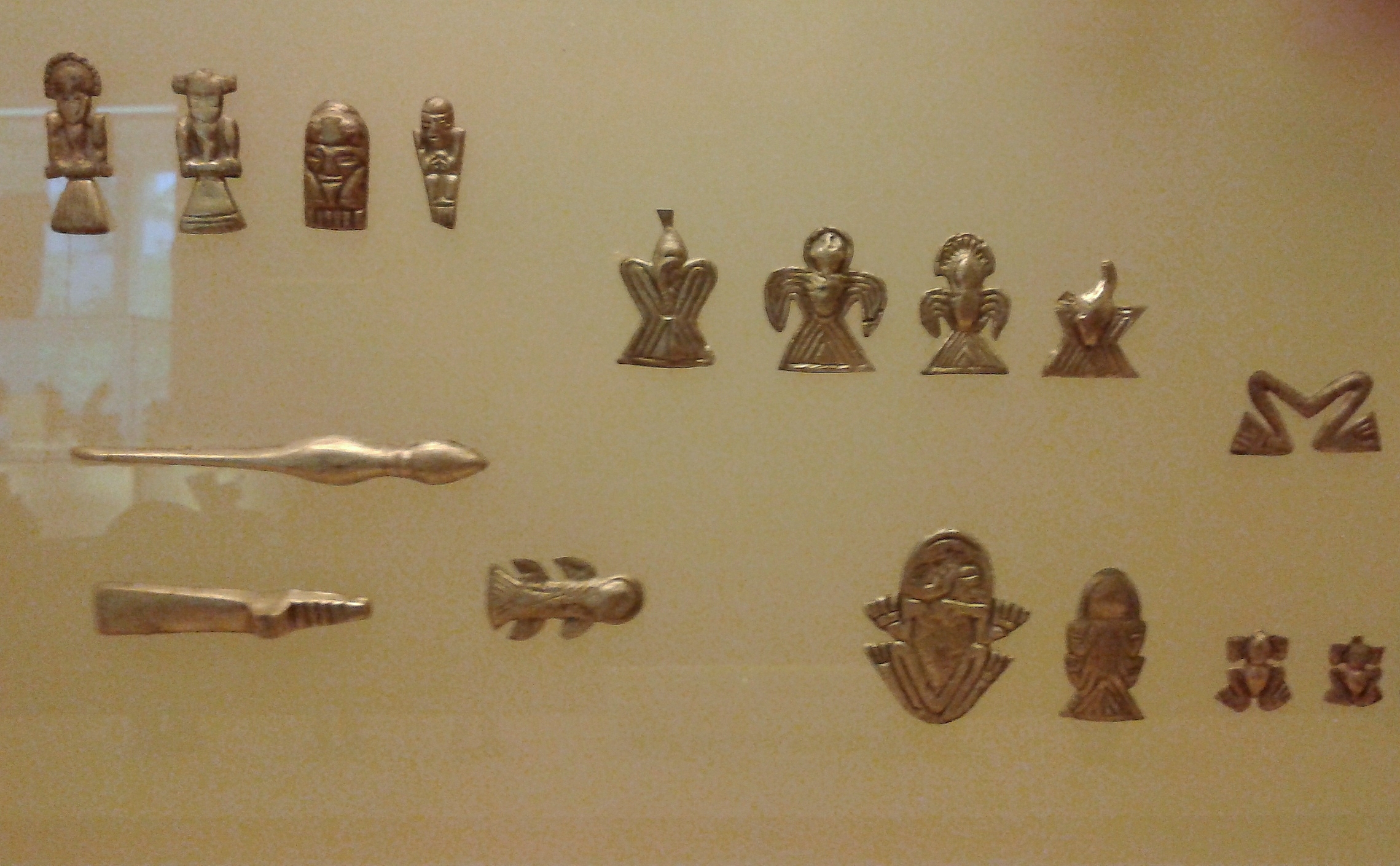
4.
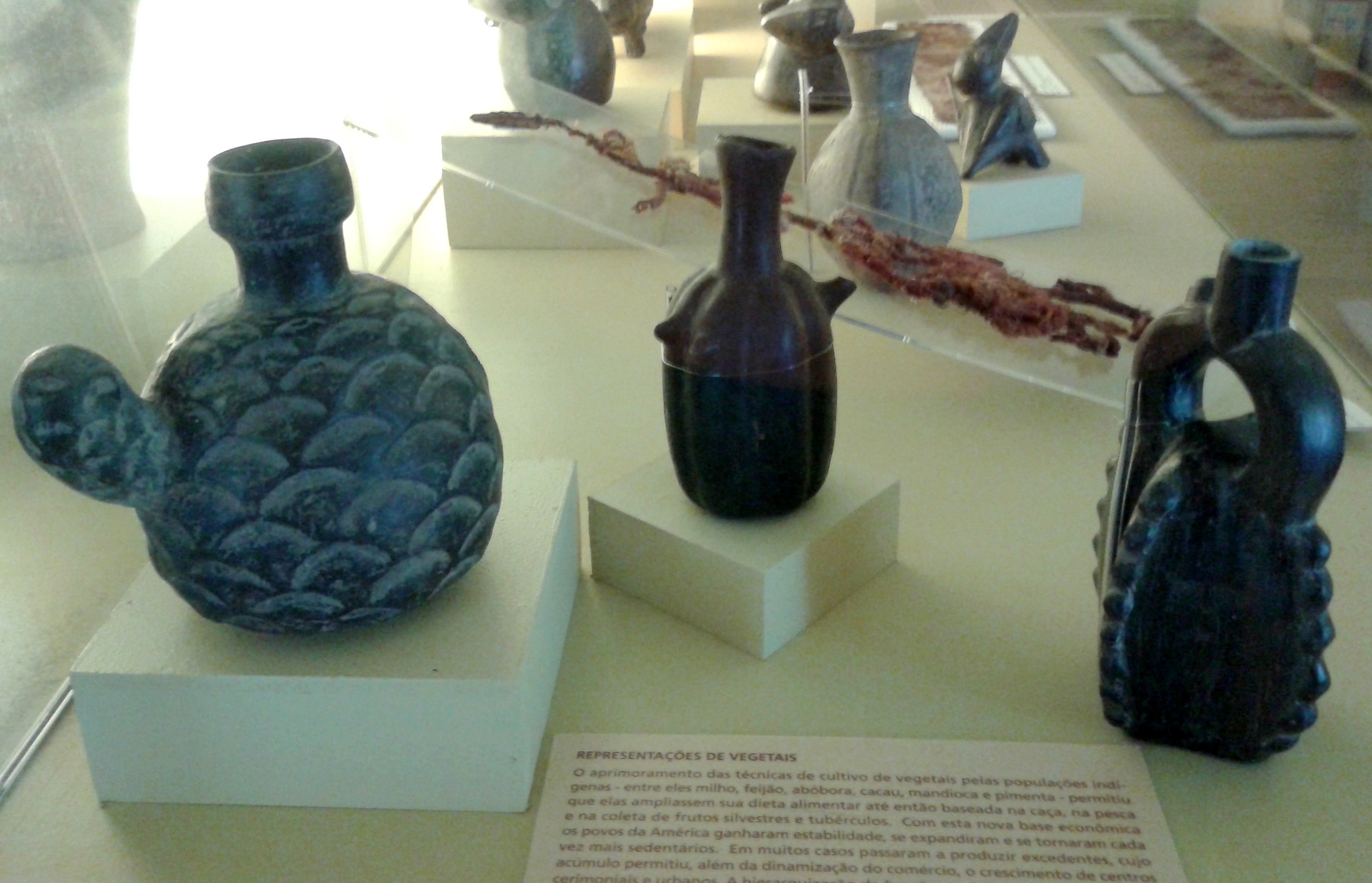
5.
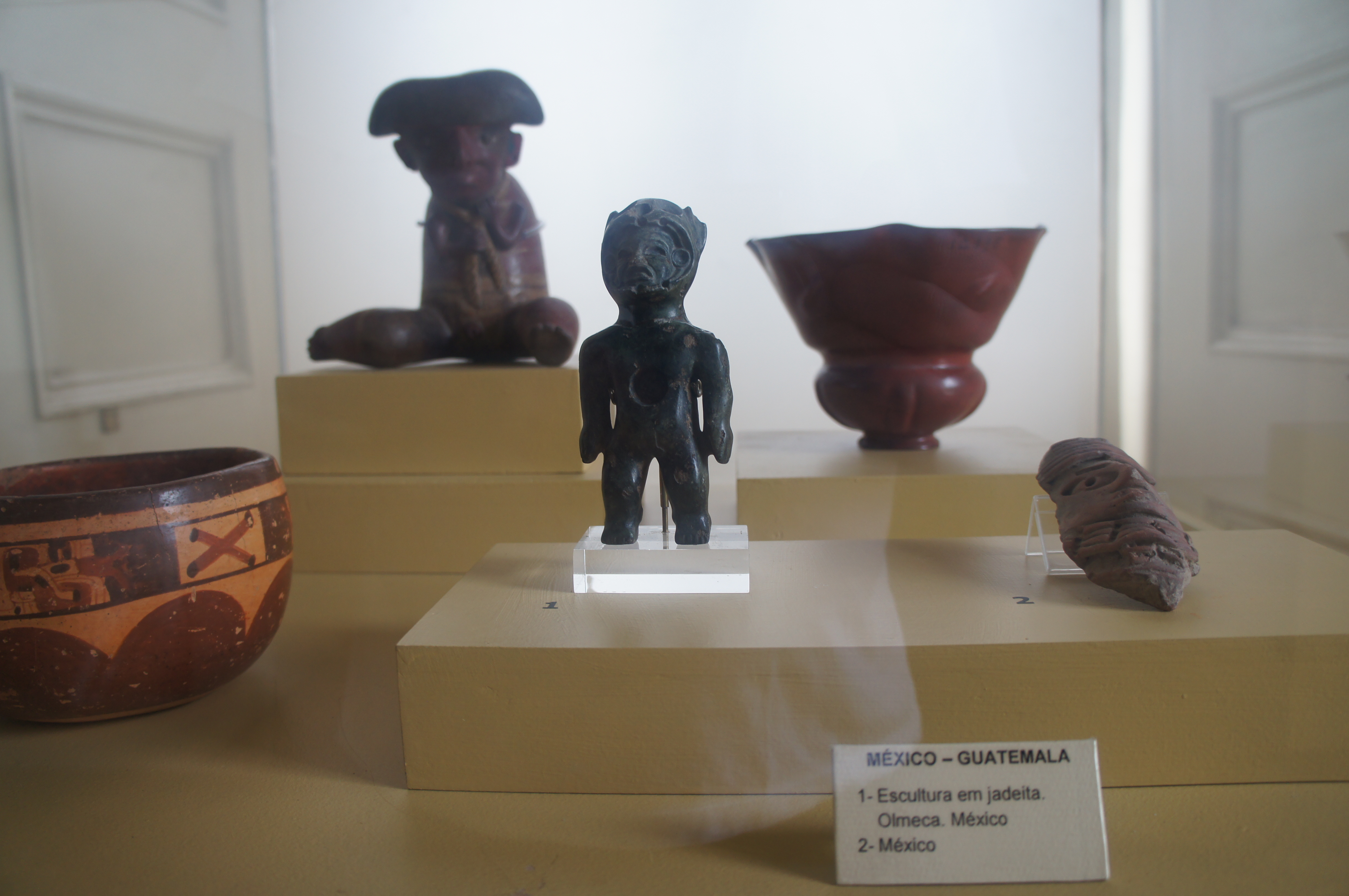
6.